# Claude Mercier-Ythier
Pour les articles homonymes, voir Mercier.
Claude Mercier-Ythier, né le 2 mars 1931 à Cannes (Alpes-Maritimes) et mort le 2 juillet 2020 à Issy-les-Moulineaux,, est un facteur de clavecin français.

## Biographie

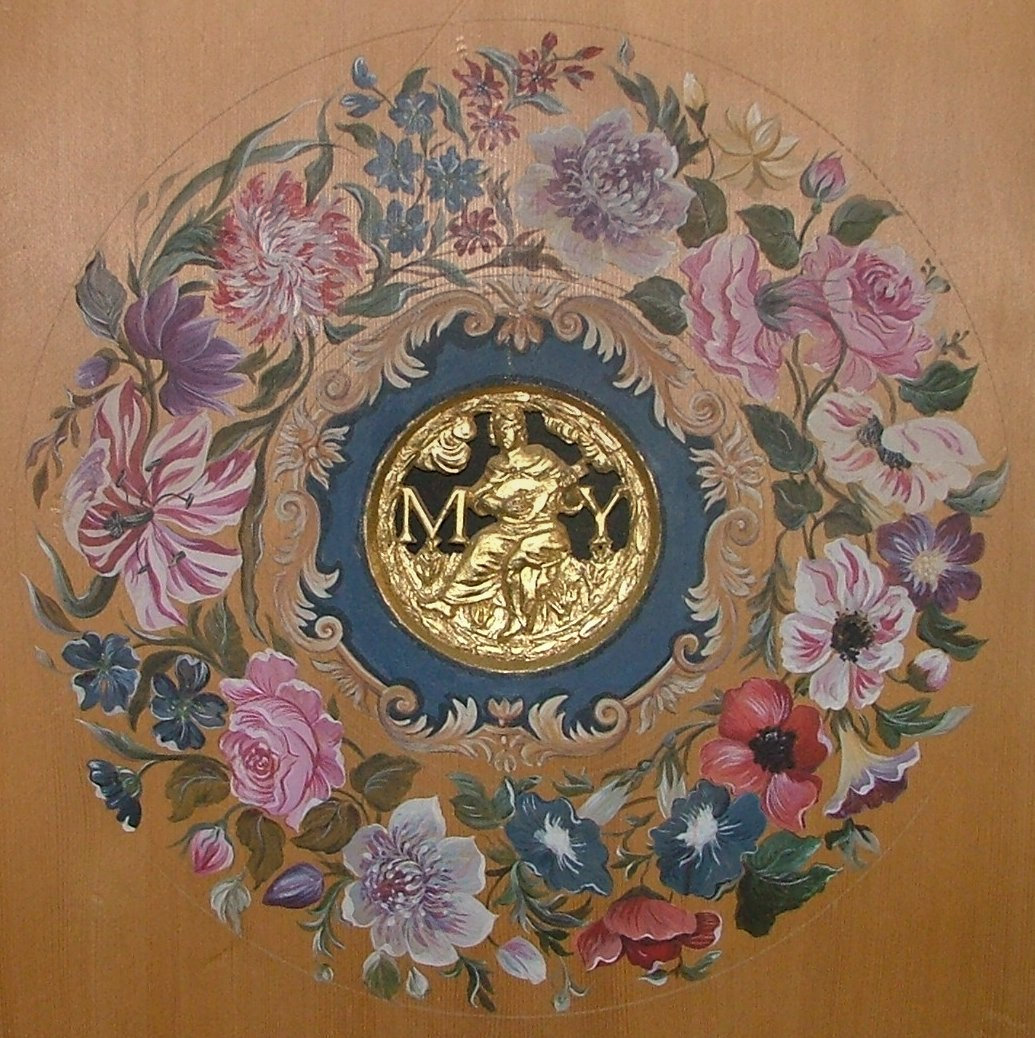
Rosace de Claude Mercier-Ythier.

Issu d'une famille d'ébénistes et d'ingénieurs, Claude Mercier-Ythier, passionné de musique ancienne, construisit son premier clavecin dans son garage avec ses amis vers l'âge de 18 ans. Après des études au conservatoire de Toulon, il se rendit en Bavière chez Kurt Wittmayer où il se perfectionna dans la facture instrumentale. Il travailla aussi chez Neupert et chez Pleyel. 
En 1962, il ouvrit à Paris une boutique spécialisée uniquement dans le clavecin ; « À la corde Pincée », située au 20 rue de Verneuil dans le 7e arrondissement. À l'époque, cet évènement eut un grand retentissement dans le monde du clavecin. En effet, depuis le règne de Louis XVI, aucun artisan français ne s'était entièrement consacré à cet instrument.
Il diversifia rapidement son activité et, en plus de la facture d'instruments neufs, y ajouta la restauration, la vente et la location d'instruments pour des concerts ou le cinéma. Ses instruments apparaissent dans plus de trois cent cinquante films français et étrangers, comme L'Allée du Roi ou encore Le Pacte des loups. Au terme de quarante-cinq ans d'activité, les clavecins construits ou restaurés par Claude Mercier-Ythier se sont produits dans plus de neuf mille concerts et plus de sept cents enregistrements.
De toute l'histoire du clavecin, aucun facteur n'avait écrit de traité en français sur la facture de cet instrument, alors qu'il en existait plusieurs connus pour l'orgue ou le piano-forte. Claude Mercier-Ythier publia en 1990 le premier ouvrage en français, par un facteur français, sur l'histoire et la facture du clavecin.

## Ouvrages
- Claude Mercier-Ythier, Les clavecins, Paris, Expodif Éditions, 1996, 263 p. (ISBN 2876772450)
- Claude Mercier-Ythier et Marina Di Piazzi-Cohen (préf. Jean Favier), Les clavecins, décembre 2011 - Nouvelle édition, refondue et largement complétée, en deux volumes (I : Historique - II : Technique)